# Stoke Lyne
Pour les articles homonymes, voir Stoke.
Stoke Lyne est un village et une paroisse civile de l'Oxfordshire, en Angleterre, située à 6 kilomètres au nord de Bicester.

## Toponymie
Stoke est un toponyme très courant en Angleterre. D'origine vieil-anglaise, il dérive du substantif stoc qui désigne une ferme ou un hameau isolé.

## Histoire
C'est dans la région de Stoke Lyne que prend place vers 584 la bataille de Fethan leag (littéralement « le bois de la bataille ») entre les Anglo-Saxons et les Bretons. La Chronique anglo-saxonne rapporte que Ceawlin, le roi des Ouest-Saxons, s'empare de nombreuses villes et d'un considérable butin, mais qu'il rentre chez lui furieux, ce qui suggère que l'expansion saxonne vers l'ouest connaît un coup d'arrêt.